# Вирусный гепатит
Вирусный гепатит (лат. Hepatitis viruses) — воспаление ткани печени, вызываемое вирусами.
Гепатит может быть вызван многими причинами, но наиболее часто гепатит вызывается вирусами. Вирусы гепатита относятся к разным таксонам и отличаются по биохимическим и молекулярным признакам, но все эти вирусы объединяет то, что они вызывают гепатиты у людей. Хронические заболевания печени, среди которых вирусные гепатиты B и С, входят в число десяти основных причин смертности в мире. В мире 170 млн человек страдает гепатитом C и вдвое больше — 350 млн — болеет вирусом гепатита B.
На данный момент известно большое количество вирусов, способных вызвать вирусный гепатит: вирус гепатита A, вирус гепатита B, вирус гепатита C, вирус гепатита D, вирус гепатита E, вирус гепатита F и вирус гепатита G, вирусы гепатитов TTV и SEN, вирус краснухи, цитомегаловирус, вирус Эпштейна — Барр, вирус иммунодефицита человека (в стадии СПИДа) и другие. Некоторые вирусы, вызывающие вирусный гепатит, недостаточно изучены.
Известны также вирусы гепатитов животных:
- собак (аденовирус),
- мышей (коронавирус),
- уток (энтеровирус) и, вероятно,
- обезьян (пегивирус).

## Классификация

### По типу возбудителя
- Гепатит A (Болезнь Боткина)
- Гепатит B (сывороточный гепатит)
- Гепатит C
- Гепатит D (дельта-инфекция, гепатит δ)
- Гепатит E
- Гепатит F
- Гепатит G
- Гепатит TTV
- Гепатит SEN

Предполагают существование других пока неиндентифицированных вирусов гепатита. Кроме того, гепатит может вызываться такими вирусами, как вирус жёлтой лихорадки, герпесвирусы, вирус краснухи, вирусы Коксаки, вирус лихорадки Ласса, вирусы лихорадок Марбург-Эбола, цитомегаловирусами (цитомегаловирусный гепатит) и другими, составляя часть генерализованного процесса.

### По клиническому течению
1. Врождённый вирусный гепатит
2. Острый вирусный гепатит
3. Первично-хронический вирусный гепатит
4. Вторично-хронический вирусный гепатит

## Энтеросорбция при вирусных гепатитах
Вирусные гепатиты характеризуются выраженным и длительным эндотоксикозом, развивающимся вследствие нарушения функции поражённых гепатоцитов. При манифестных формах в той или иной степени нарушаются процессы детоксикации (ацетилирование, переаминирование) токсических веществ — индола, фенолов, аммиака и др., а также токсинов микрофлоры. Способность энтеросорбентов поглощать кишечные токсины служит предпосылкой для их применения в клинике.
При вирусном гепатите энтеросорбция потенцирует детоксикацию, позволяет ускорить наступление пигментного криза, уменьшить длительность заболевания. Этот метод имеет широкие показания при вирусном гепатите, поскольку он технически прост и, как правило, не приводит к каким-либо осложнениям (СКН П-2, СУГС, полифепан). При использовании энтеросгеля возможна артериальная гипотензия. Известен случай возникновения токсико-аллергического дерматита спровоцированного применением энтеродеза.